# Jaskinia Śpiących Rycerzy Wyżnia
Jaskinia Śpiących Rycerzy Wyżnia – jaskinia w zboczu Małego Giewontu w Dolinie Małej Łąki w Tatrach Zachodnich. Wejście do niej znajduje się w Żlebie Śpiących Rycerzy na wysokości około 1424 metrów n.p.m., w pobliżu Dziury nad Jaskinią Śpiących Rycerzy II, powyżej wejścia do Jaskini Śpiących Rycerzy. Długość jaskini wynosi 112 metrów, a jej deniwelacja 26 metrów.

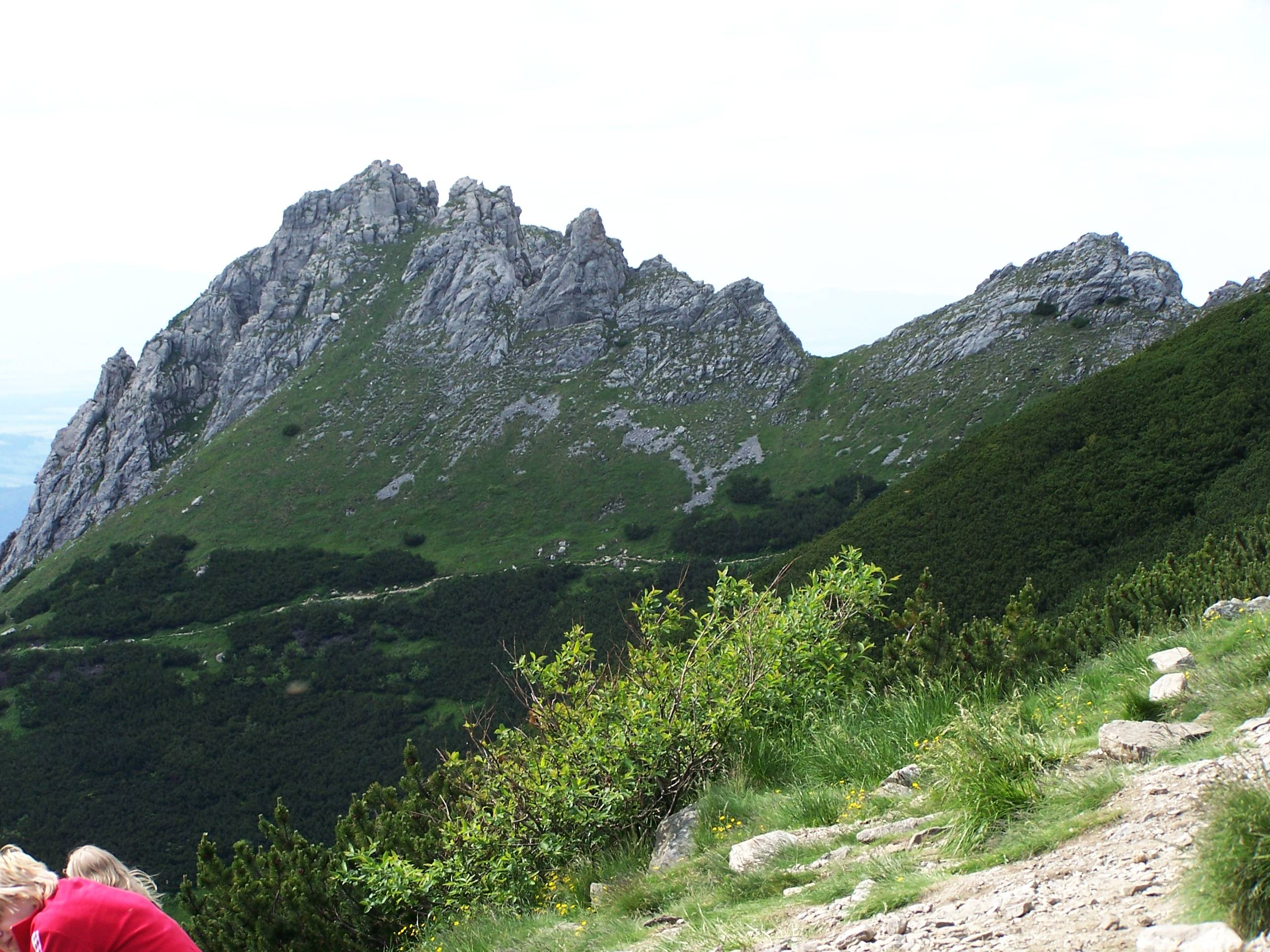
Mały Giewont

## Opis jaskini
Główną częścią jaskini jest wielka sala (15 × 18 × 10 m) pokryta blokami skalnymi. Z otworu wejściowego (w bok odchodzi ciasny 7-metrowy korytarzyk) idzie się do niej najpierw w dół 15-metrowym korytarzem, dalej studzienką i odchodzącym z jej dna 7-metrowym korytarzem. W sali:
- w północno-zachodniej ścianie zaczyna się obszerny 45-metrowy korytarz kończący się zawaliskiem.
- w północno-wschodniej ścianie zaczyna się korytarzyk, z którego do góry idą ciasne kominki, rozdzielone filarami skalnymi. Prowadzą one do okna znajdującego się w sali[5].

## Przyroda
W jaskini można spotkać mleko wapienne, drobne nacieki grzybkowe oraz nieliczne stalaktyty.
Ściany są mokre. W początkowym korytarzu przez większą część roku leży śnieg. Rosną w nim paprocie, mchy, glony i porosty.
Jaskinię zamieszkują nietoperze.

## Historia odkryć
Jaskinia była prawdopodobnie znana od dawna. Jej opis i plan sporządziła w dniach 23 i 27 lipca 1980 roku I. Luty przy współpracy B. Osieckiego i W. Skierniewskiego.